# Men (film 2022)

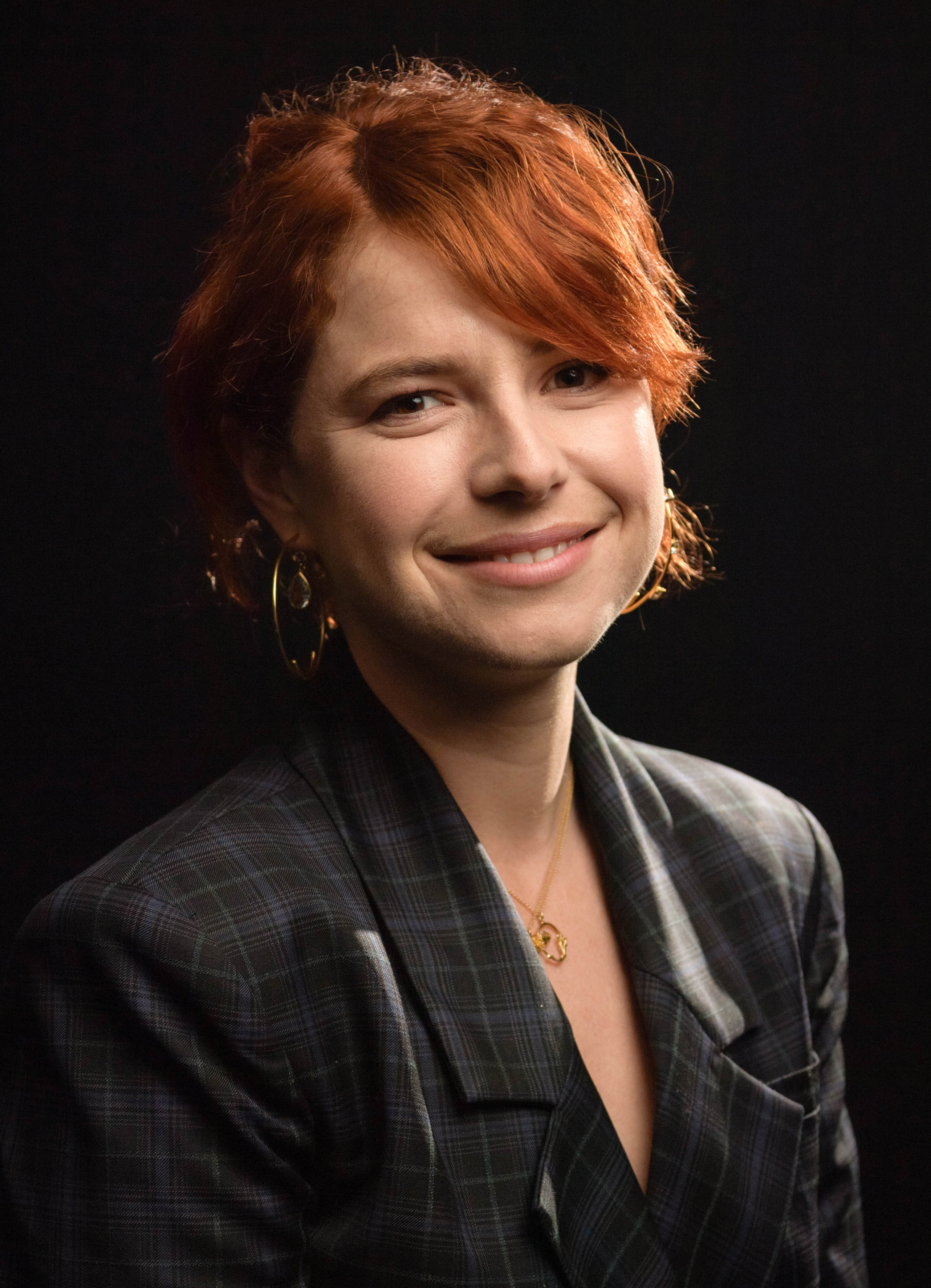
Aktorka Jessie Buckley, która zagrała rolę Harper Marlowe

Men – brytyjski horror z 2022 roku, nakręcony przez reżysera i scenarzystę Alexa Garlanda. Zdjęcia kręcono w Withington w hrabstwie Gloucestershire. Premiera filmu odbyła się w Stanach Zjednoczonych 20 maja, a w Wielkiej Brytanii - 1 czerwca 2022. 
Film opowiada historię młodej wdowy, która wynajmuje dom na wsi i zostaje prześladowana przez tajemniczych mężczyzn. 

## Opis fabuły
Po samobójstwie męża Harper Marlowe postanawia samotnie spędzić wakacje w wiosce Cotson w hrabstwie Herefordshire. Retrospekcje ujawniają, że Harper, zmęczona emocjonalnym znęcaniem się i manipulacją Jamesa, zamierzała się z nim rozwieść, przez co mąż groził jej samobójstwem. James uderzył Harper, a ona wyrzuciła go z mieszkania. Następnie stała się świadkiem jego śmierci w wyniku upadku z balkonu.
Po przybyciu do wynajętego wiejskiego domu Harper zostaje powitana przez jego ekscentrycznego właściciela, Geoffreya. Później Harper wybiera się na spacer po pobliskim lesie i natrafia na nieczynny tunel kolejowy. Po drugiej stronie tunelu pojawia się tajemnicza postać ludzka, która nagle zaczyna krzyczeć i biec w stronę bohaterki. Przestraszona Harper biegnie z powrotem przez las, aż dociera na otwarte pole. Odwraca się, żeby sfotografować krajobraz telefonem, i zauważa w oddali nagiego mężczyznę, który ją obserwuje.

## Główne role
- Jessie Buckley - jako Harper Marlowe, kobieta, która po tragicznym zdarzeniu wyjeżdża na wakacje
- Rory Kinnear - jako Geoffrey, właściciel domu wakacyjnego wynajmowanego przez Harper. Kinnear portretuje także licznych „mężczyzn” z wioski, którą odwiedza Harper
- Paapa Essiedu - jako James Marlowe, zmarły mąż Harper.
- Gayle Rankin - jako Riley, przyjaciółka Harper
- Sarah Twomey - jako Frieda, policjantka
- Sonoya Mizuno - dyspozytorka policji (tylko głos)